# Албешти (Телеорман)
Албешти (рум. Albești) насеље је у Румунији у округу Телеорман у општини Ведеа. Oпштина се налази на надморској висини од 72 m.

## Становништво
Према подацима из 2002. године у насељу је живело 773 становника, од којих су сви румунске националности.